# Ланфруакур
Ланфруаку́р (фр. Lanfroicourt) — коммуна во французском департаменте Мёрт и Мозель, региона Лотарингия. Относится к  кантону Номени.

## География
Ланфруакур расположен в 17 км на север от Нанси. Соседние коммуны: Абонкур-сюр-Сей и Мануэ на севере, Бе-сюр-Сей на юго-востоке, Армокур на западе.

## Демография
Население коммуны на 2010 год составляло 118 человек.
| 1962 | 1968 | 1975 | 1982 | 1990 | 1999 | 2010 |
| ---- | ---- | ---- | ---- | ---- | ---- | ---- |
| 89   | 88   | 90   | 119  | 114  | 127  | 118  |